# Austinu Casanova
Austinu Casanova, all'anagrafe Casanova Dominique Augustin (Riventosa, 28 luglio 1916 – Ajaccio, 25 marzo 2008), è stato un antifascista e comunista dalla Corsica.

## Biografia
Austinu (Augustin in francese) Casanova, grande patriota corso, nacque a Riventosa nel 1916. È il nipote dell'autore irredentista Santu Casanova ed aveva origini algerine e svizzere da sua madre.
Antifascista convinto, si oppose dal 1940 al regime di Vichy e al Partito Nazionale Fascista.
Quando fu costituito il Fronte Nazionale, ne divenne il responsabile dell'organizzazione nel cantone di Venaco, con Domenicu Cesari, responsabile militare, e Ghjuvan-Battista Giorgetti, responsabile politico (Il Fronte Nazionale era un movimento di resistenza che non aveva niente a che vedere con il Fronte Nazionale attuale).
Austinu era particolarmente attivo nei villaggi di Riventosa, Casanova, Poggio di Venaco e Santo Pietro di Venaco.
Durante la sua attività, ha accolto nella sua famiglia tra gli altri: Nonce Benielli (il cui nome di battaglia era Sambucucciu), Pierre Pagès (Georges), Petru Simonpietri (Papa) di Bastia.
Quando i tre partigiani (Ghjiseppu Ferrandi, Ghjacomu Antone Giacobbi e Matteu Marcelli) evasero dal carcere di Ajaccio, trovarono rifugio a Riventosa dalla famiglia Casanova. Inoltre ebbero l'aiuto della famiglia Contini di Amaghju (nel comune di Riventosa) che era diventato il punto di raccolta di molti clandestini.
Il gruppo di clandestini con il quale era in contatto regolarmente Austinu era comandato da Moise Ferrandi, che aveva partecipato alla storica riunione di Porri.
Austinu era profondamente legato alla Corsica e alla sua lingua che, diceva, "era così bella nella sua diversità." È stato sepolto nel 2008 a Riventosa, il suo villaggio, che era stato così importante per lui.
Durante la seconda guerra mondiale, ha vissuto a Costantina in Algeria, dove trovò un rifugio, mentre era ricercato dal Corpo Ausiliario delle Squadre d'Azione delle Camicie Nere per essere condannato alla deportazione.
A partire dall'autunno del 1943, ha combattuto i fascisti tra Salerno e Siena con la 3ª Divisione di Fanteria di Algeria.

### Famiglia Casanova
Austinu Casanova è il nipote dell'autore irredentista Santu Casanova e il fratello del poeta Marco Casanova.

### Famiglia Grimaldi & Sindel
Sua madre Giulia Grimaldi, aveva origini svizzere.